# Premi Ribera d'Ebre de narrativa
El Premi Ribera d'Ebre de narrativa és un premi literari en llengua catalana. És convocat per l'ajuntament de Vinebre. El premi, el més veterà de les Terres de l'Ebre, es lliura durant el mes d'agost, en la transcurs d'un tradicional sopar literari que proporciona el tret de les festes majors d'aquest municipi de la Ribera d'Ebre. Té una dotació de 3.000 euros (2021) i l'obra guardonada és publicada per Cossetània Edicions

## Guanyadors
- 1983: Maria del Carme Correcher per Que no es perdi el paradís
- 1984: Josep Maria Sàez per Per aquella gent... per aquell riu
- 1985: Desert
- 1986: Lluís Perpinyà i Castellà per El noi de Can Janot
- 1987: Miquel Lópsez Crespí per La fosca més densa
- 1988: Modest Mesa per Epístoles informals a una amiga abstèmia
- 1989: Jordi Duran per El Caribe i d'altres històries de mal contar
- 1990: Roger Justafré per Paraules blaves al mar blau
- 1991: Miquel Guivernau per Crònica d'Empúries
- 1992: Andreu Carranza per El desert de l'oblit
- 1993: Pilar Romera i Aguilà per L'esperit de vidre
- 1994: Francesc Puigpelat per El país del fum
- 1995: Jesus Pacheco i Julià per Tots els àngels del món
- 1996: Imma Monsó i Fornell per Si és no és
- 1997: Carme Arrufat per Fonoll de mar
- 1998: Joan Gelabert per El Rumor
- 1999: Josep Fotdecaba per Les arrels
- 2000: Xavier Gual per Els tripulants
- 2001: Sílvia Veà Vila per Microhistòries de la vora del riu
- 2002: Àngel-O Brunet i Las per Viladembruix
- 2003: Desert
- 2004: Inés Vidal Farré per Història del Llop
- 2005: Josep Lluís Gonzalez Medina per Des del cor del Marroc
- 2006: Roger Tartera Salvatierra per Collage
- 2007: Miquel Esteve Valldepérez per Heydrich i el bordell de Kitty Schmidt[3]
- 2008: Rosa Pagès Pallisé per La veïna i altres animals domèstics[4]
- 2009: Armando Vericat Climent per La vall del miracle[5]
- 2010: Albert Güell i Juanola per L'ull de bronze[6]
- 2011: Josep Masanés Nogués per La vall de la matança[7]
- 2012: Inès Vidal Farré per El metge i un gos d'atura[8][9]
- 2013: Maria Carme Poblet per Pluja sobre terra molla[10][11][12]
- 2014: Toni Arencón Arias per L'ànima de l'assassí[13][14]
- 2015: Jesús Maria Tibau i Tarragó per El nostre pitjor enemic[15][16]
- 2016: Mireia Vancells per L'encàrrec (L'home de Déu)[17]
- 2017: Valer Gisbert Berbis per 8.834 passes (A passes comptades)[18]
- 2018: Jordi Gilabert per Adellà del riu[19]
- 2019: Núria Morera per El desordre dels cossos[20]
- 2020: Francesc Puigpelat per Sota la neu bruta[21]
- 2021: Francesc Duch Casanova per Joana[22]
- 2022: Asunción Cesena Caparrós per La corona esquerdada[23]
- 2023: Eva Vilanova, No em porteu roses.[24]